# Schismatomma
Schismatomma Flot. & Körb. ex A. Massal. (oczarka) – rodzaj grzybów z rodziny Roccellaceae. Ze względu na współżycie z glonami zaliczany jest do grupy porostów.

## Systematyka i nazewnictwo
Pozycja w klasyfikacji według Index Fungorum: Roccellaceae, Arthoniales, Arthoniomycetidae, Arthoniomycetes, Pezizomycotina, Ascomycota, Fungi.
Synonimy nazwy naukowej: Gomphospora A. Massal., Platygrapha Nyl.,
Platygraphis Hook. f., Platygraphomyces Cif. & Tomas., Schismatommatomyces Cif. & Tomas.
Nazwa polska według W. Fałtynowicza.

## Niektóre gatunki
- Schismatomma cretaceum (Hue) J.R. Laundon 1984
- Schismatomma graphidioides (Leight.) Zahlbr. 1919 – oczarka literakowata, oczarka jodłowa[4]
- Schismatomma niveum D. Hawksw. & P. James 1971
- Schismatomma occultum (C. Knight & Mitt.) Zahlbr. 1923
- Schismatomma quercicola Coppins & P. James 1989
- Schismatomma umbrinum (Coppins & P. James) P.M. Jørg. & Tønsberg 1988

Nazwy naukowe na podstawie Index Fungorum. Uwzględniono tylko taksony zweryfikowane. Nazwy polskie według W. Fałtynowicza.